# Seiji Ara
Pour les articles homonymes, voir Ara.
Seiji Ara (荒 聖治, Ara Seiji) est un pilote automobile japonais né le 5 mai 1974 dans la préfecture de Chiba. Il a notamment remporté les 24 Heures du Mans en 2004 sur Audi R8 (deuxième des trois japonais, après Masanori Sekiya en 1995 et avant Nakajima en 2018-2019) et les 1 000 kilomètres du Mans 2003.

## Palmarès
- 24 Heures du Mans
  - Vainqueur de la course expérimentale des 1 000 kilomètres du Mans 2003
  - Vainqueur des 24 Heures du Mans 2004

- Championnat FIA des voitures de sport
  - Vainqueur des 1 000 kilomètres de Spa 2003

- Japan Le Mans Challenge
  - Vainqueur de la catégorie GTS lors de la course expérimentale des 1 000 kilomètres de Fuji 1999
  - Victoire dans les 1 000 kilomètres d'Okayama en 2006

- Super GT
  - Victoire au Sugo GT Championship en 2004
  - Victoire au 300 km de Sepang en 2007 et 2008
  - Victoire au 300 km d'Okayama en 2009

## Résultats aux 24 Heures du Mans

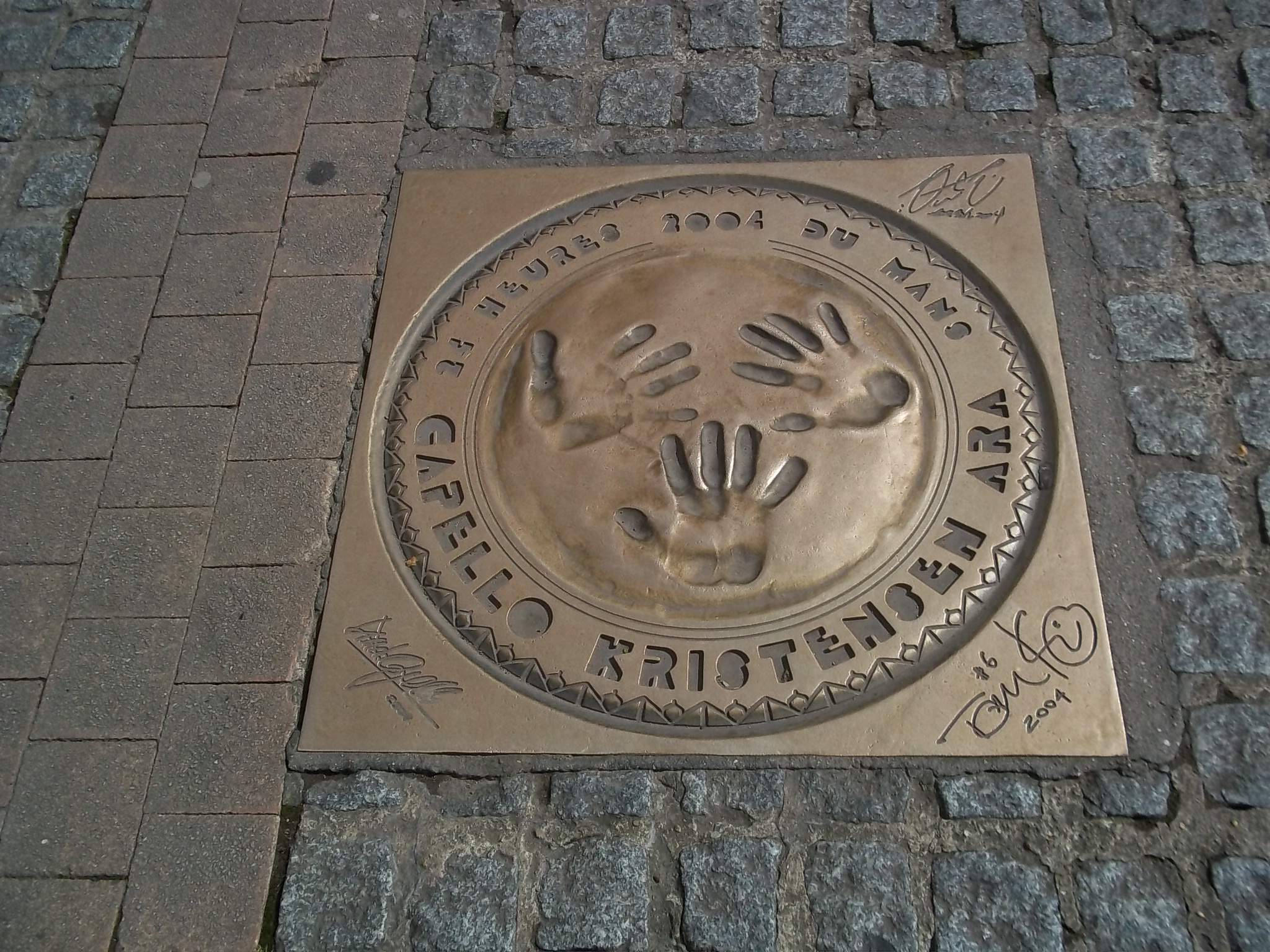
Plaque de bronze des empreintes des vainqueurs des 24 heures 2004 - Walk of fame - Le Mans

| Année | Voiture            | Équipe                    | Équipiers                               | Résultat  |
| ----- | ------------------ | ------------------------- | --------------------------------------- | --------- |
| 2001  | Chrysler LMP-Mopar | Team Oreca                | Ni Amorim / Masahiko Kondō              | Abandon   |
| 2002  | Audi R8            | Audi Sport Japan Team Goh | Yannick Dalmas / Hiroki Katoh           | 7e        |
| 2003  | Audi R8            | Audi Sport Japan Team Goh | Jan Magnussen / Marco Werner            | 4e        |
| 2004  | Audi R8            | Audi Sport Japan Team Goh | Rinaldo Capello / Tom Kristensen        | Vainqueur |
| 2005  | Dome-Mugen         | Jim Gainer International  | Katsutomo Kaneishi (en) / Ryō Michigami | Abandon   |
| 2009  | Porsche RS Spyder  | Navi Team Goh             | Keisuke Kunimoto / Sascha Maassen       | Abandon   |
| 2012  | Dome S102.5        | Pescarolo Team            | Nicolas Minassian / Sébastien Bourdais  | NC        |